# アラリペミス
アラリペミス (Araripemys) は、中生代白亜紀前期（約1億1,000万年前）の南アメリカ大陸に生息した、絶滅したカメの属の一つ。爬虫綱 - カメ目 - 曲頸亜目に属する。

## 形態
甲長は最大25cm。首が非常に長い。頸部には頭を後方へと引っ張る筋肉が発達しており、首全体を素早く引っ込めることが出来た。かれらは現生のマタマタなどの様にこの首を一気に伸ばし、水中を泳ぐ小さな魚などを捕らえていたと推定されている。

## 生息域
南アメリカ大陸のブラジルサンタナ層などから化石が産出。